# Olaf Lies
Olaf Lies (Wilhelmshaven, 1967.  május 8. –) német szociáldemokrata politikus, 2025-től az Alsó-Szászország miniszterelnöke.

## Életpályája
Sandeben iskolaba és Wilhelmshavenben föiskolara járt.
2008-tól a Alsó-Szászországi tartományi parlament (Landtag) képviselője lett.
Házas és két gyermeke van.

## Fordítás
- Ez a szócikk részben vagy egészben  az   Olaf Lies című német Wikipédia-szócikk fordításán alapul.  Az eredeti cikk szerkesztőit annak laptörténete sorolja fel. Ez a jelzés csupán a megfogalmazás eredetét és a szerzői jogokat jelzi, nem szolgál a cikkben szereplő információk forrásmegjelöléseként.